# 友利恵
友利恵（ゆりえ、1991年4月16日 - ）は、日本の女優、グラビアアイドル、タレント。旧芸名は緑 友利恵（みどり ゆりえ）。本名、名引 友利恵（なびき ゆりえ）。
大阪府出身。ホリプロ所属。

## 略歴
2005年、第30回ホリプロタレントスカウトキャラバンメモリアルオーディション2005でグランプリを受賞。応募は母親の推薦によるもの。同年5月、GyaOオリジナルドラマ『少女には向かない職業』でドラマ初出演・主演を務め、女優デビュー。
2006年4月3日号の『ヤングマガジン』の表紙でグラビアデビュー。翌年には日テレジェニック2007に選出される。

## 人物
旧芸名の「緑友利恵」は細木数子が命名。 2017年1月16日に、芸能活動開始から12年目を迎えるにあたって友利恵へ改名することを発表した。

## 作品

### 映像作品
- 日テレジェニック2007 Memoires＜メモワール＞ 緑 友利恵（2008年2月27日）

## 出演

### テレビドラマ
- しにがみのバラッド。 第3話（2007年1月22日、テレビ東京） - 相馬冬子 役
- 正しい王子のつくり方（2008年1月8日 - 3月25日、テレビ東京） - 結城なみ 役
- 弘恵の道しるべ（2008年7月7日 - 8月25日、テレビ大阪 / 大阪電気通信大学） - 度会はな子 役
- おちゃべり 第19話（2009年3月26日、MBS） - 相原洋子 役
- 仮面ライダーシリーズ（テレビ朝日）
  - 仮面ライダーディケイド 第10話・第11話（2009年3月29日・4月5日） - 友田由里 役
  - 仮面ライダーオーズ/OOO 第31話（2011年4月24日） - 三原鈴香 役
- 大河ドラマ 天地人 第41話（2009年10月11日、NHK） - お貞 役
- 853〜刑事・加茂伸之介 第6話（2010年2月25日、テレビ朝日） - 福山さやか 役
- ラッキーセブン 第1話（2012年1月16日、フジテレビ） - 松浦茉菜 役
- 水曜ミステリー9（テレビ東京）
  - 内田康夫サスペンス
    - 多摩湖畔殺人事件（2012年7月18日） - 橋本千晶 / 河内順子 役[5]
    - 鬼刑事と車椅子の少女 ドクターブライダル（2013年5月22日） - 橋本千晶 / 河内順子 役[5]
- 金曜プレステージ（フジテレビ）
  - 医療捜査官 財前一二三3（2012年8月3日） - 胡桃沢愛 役
  - 十津川刑事の肖像7（2013年6月21日） - 原口由紀 役
  - 外科医 鳩村周五郎13（2014年7月4日） - 星野真由 役
- ヒトリシズカ 第2話（2012年10月28日、WOWOW） - 飯村由美 役
- 刑事吉永誠一 涙の事件簿 第5話（2013年11月8日、テレビ東京） - 白河七海 役
- ホワイト・ラボ〜警視庁特別科学捜査班〜 第8話（2014年6月2日、TBS） - 戸川麗子 役
- 月曜ゴールデン（TBS）
  - 伝説の監察医 オニグマの事件簿2（2015年6月1日） - 熊井真美 役
- 警視庁捜査一課9係 season10 最終話（2015年7月1日、テレビ朝日） - 後藤奈津美 役
- 私 結婚できないんじゃなくて、しないんです（2016年4月15日 - 6月17日、TBS） - 谷岡妙子 役
- 赤ひげ 第4話（2017年11月24日、NHK BSプレミアム） - おちよ 役
- 特捜9 season6 最終話（2023年5月31日、テレビ朝日） - 橋倉ゆかり 役

### 映画
- 魔法遣いに大切なこと（2008年12月20日、日活） - 浅葱ほのみ 役
- 半分の月がのぼる空（2010年4月3日、IMJエンタテインメント / マジックアワー） - 水谷みゆき 役
- 白夜行（2011年1月29日、ギャガ） - 川島江利子 役
- GANTZ PERFECT ANSWER（2011年4月23日、東宝） - 山本真子 役
- 僕等がいた 前篇 / 後篇（2012年3月17日 / 4月21日、東宝 / アスミック・エース） - 水口 役
- シグナル〜月曜日のルカ〜（2012年6月9日、ショウゲート） - 江花さおり 役
- 女たちの都〜ワッゲンオッゲン〜（2013年10月26日、映画24区 / アルゴ・ピクチャーズ） - 羽山美香 役
- 年上ノ彼女（2014年1月18日、エスピーオー） - 浅井みどり 役[6]
- ホットロード（2014年8月16日、松竹） - カオリ 役
- 俺物語!!（2015年10月31日、東宝） - 製菓材料店の従業員 役
- 美しい星（2017年5月26日、ギャガ） - 中井玲奈 役
- 高津川（2019年11月29日、ギグリーボックス） - 本広佳奈 役

### 舞台
- Madam river and Mr.sofa（2010年12月9日 - 26日、笹塚ファクトリー）
- ザ・ベストハウス123 on Stage!!〜おかしなおかしな探偵物語!…は、コレだ!!〜（2012年6月19日 - 23日、伝承ホール）
- 白キ肌ノケモノ（2014年2月19日 - 24日、中目黒キンケロ・シアター） - 詩音 役
- 疑惑（2014年10月4日 - 26日、南座ミステリー劇場） - 白河一葉 役
- 菊次郎とさき（2015年1月 - 2月） - 北野安子 役

### バラエティ
- グラビアトークオーディション（2006年10月28日 - 2007年1月27日、フジテレビ）
- ザ・ベストハウス123（2007年1月31日 - 、フジテレビ）
- 日テレジェニック美女2（2007年4月21日 - 2008年、日テレプラス&サイエンス）
- 日本史サスペンス劇場（2008年7月9日・10月29日、日本テレビ） - 和宮 役
- 伊集院光のしんばんぐみ （BS11） - 第5回、第6回、第7回、第8回に出演
- 大!天才てれびくん ドラまちがい「青春ナイン〜卒業〜」（2012年1月10日 - 2月7日、NHKEテレ） - 南倉朝子 役

### CM
- バンダイ レターdeメール（2005年）
- ドワンゴ デコめろミックス / いろメロ着フラ（2006年）
- 江崎グリコ まゆたま / コロン（2006年）
- サントリー C.C.レモン（2006年）
- NTTドコモ ファミ割（2007年）
- ガルデルマ / 塩野義製薬 ニキビ疾患啓発キャンペーン（2012年7月 - ）[7]
- 日清 カップヌードル（2014年1月 - ）

### WEB
- 少女には向かない職業（2006年5月26日 - 8月4日、GyaO） - 大西葵 役

### PV
- SEAMO 「MOTHER」（2008年5月7日）

## 書籍

### 雑誌
- ちゃお（2006年2月号、小学館）
- ピュアピュア（2006年2月号）

連載
- TVJapan「TVmono探検隊」（東京ニュース通信社）
- Kindai「ゆりえののほほん塾」（近代映画社）

### グラビア
- ヤングマガジン（講談社）表紙・巻頭
  - 2006年4月3日号（16号）
  - 2007年4月
- 週刊プレイボーイ（2007年、集英社）